# Przewoźnik kolejowy
Przewoźnik kolejowy – przedsiębiorca uprawniony do wykonywania przewozów kolejowych, w tym przedsiębiorca świadczący wyłącznie usługę trakcyjną, na podstawie licencji i jednolitego certyfikatu bezpieczeństwa, lub przedsiębiorca uprawniony do wykonywania przewozów kolejowych na podstawie świadectwa bezpieczeństwa.
Licencje na świadczenie usług przewozów kolejowych wydaje w Polsce Urząd Transportu Kolejowego.